# Martin Reimann (Eisenhüttenmann)
Martin Reimann (* 20. April 1902 in Konradswalde in Schlesien; † 28. Januar 1978 in Wuppertal) war ein deutscher Eisenhüttenmann und Vorstand in der Stahlindustrie bei der Trierer Walzwerk Aktiengesellschaft sowie Präsident der European Coil Coating Association (ECCA). Als Pionier auf dem Gebiet des Kaltwalzens prägte er das Verständnis und die Entwicklung dieser Form der Metallverarbeitung und begründete u. a. den Kaltwalzausschuss im Verein Deutscher Eisenhüttenleute, dessen erster Vorsitzender er war.

## Leben
Reimann besuchte das Johannesgymnasium in Breslau und studierte im Anschluss an der Technischen Hochschule Breslau Eisenhüttenkunde. Sein Studium schloss er 1925 als Diplom-Ingenieur ab. Er wurde in seiner Studentenzeit Mitglied im Corps Montania Breslau (heute: Corps Silingia Breslau zu Köln).
Seine berufliche Laufbahn begann Martin Reimann 1925 bei den Schmelz- und Plattierbetrieben der Vereinigten Deutschen Nickelwerke in Schwerte. Ab 1928 war er für die Hoesch AG tätig und baute das Kaltwalzwerk in Dortmund auf, dass unter seiner Leitung das erste Kaltwalz-Quarto-Gerüst in Europa für kaltgewalzte breite Eisenbänder einsetzte. 1936 erfolgte die Berufung in den Vorstand der Trierer Walzwerk Aktiengesellschaft (seit 1921 zugehörig zur Hoesch AG; heute Thyssenkrupp). Dort war er für die Einführung innovativer Erzeugungsverfahren, insbesondere für die Entwicklung neuer Oberflächenveredelungsverfahren für kaltgewalzte Bänder und Bleche, in den Werken in Wuppertal, Trier und im – von Martin Reimann gebauten – Werk Burg bei Magdeburg, verantwortlich.
Die Ergebnisse der angestoßenen Innovationen zeigten sich u. a. in neuen Erzeugnissen, die von Martin Reimann entwickelt wurden, wie Platal (kunststoffbeschichtetes Stahlband und Stahlblech), das erstmalig 1959 auf der Kunststoffmesse in Düsseldorf vorgestellt wurde, Zinkal (galvanisch verzinktes Stahlband und Stahlblech) oder auch Pladur (verzinktes Stahlband und Stahlblech mit Lacküberzug). Für die Erzeugung von Pladur hatte die Trierer Walzwerk Aktiengesellschaft ab 1965 eine kombinierte Band- und Blechverzinkungsanalage (die erste dieser Art in Europa) in Betrieb genommen, in die viele eigene Erkenntnisse eingeflossen sind und neuste technische Entwicklungen berücksichtigt wurden.
Im April 1967 wurde nach amerikanischem Vorbild der National Coil Coaters Association (NCCA) der europäische Zweig, die European Coil Coating Association (ECCA), gegründet. Martin Reimann wurde zu deren ersten Präsidenten gewählt und hatte diese Funktion bis zu seinem Ruhestand im Oktober 1967 inne. Am 11. Oktober 1967 während einer Pressekonferenz auf der Kunststoffmesse in Düsseldorf der ECCA, die bis dahin bereits hunderte Mitglieder aus den unterschiedlichsten europäischen Staaten (u. a. Belgien, Deutschland, Frankreich, Großbritannien, Italien, Niederlande, Schweden und der Schweiz) vereinigte, verkündete Martin Reimann, in seiner Funktion als deren Präsident, dass die Trierer Walzwerk Aktiengesellschaft Stahlbänder von fast zwei Metern Breite mit Kunststoff beschichte. Dies stellte zum damaligen Zeitpunkt einen Rekord der im ECCA zusammengeschlossenen Mitglieder dar.
Zeitlebens widmete er sich dem Kaltwalzen und beeinflusste die Entwicklung dieser Form der Metallverarbeitung nachhaltig, was auch die Vielzahl seiner Patente widerspiegelt. Außerdem war Martin Reimann Gründer und erster Vorsitzender des Kaltwalzausschusses im Verein Deutscher Eisenhüttenleute. Zudem war er in verschiedenen Gremien der Fachvereinigung Kaltwalzwerke tätig sowie Vorstandsmitglied des Fachverbands Oberflächenveredelter Bandstahl. Martin Reimann gehörte der Industrie- und Handelskammer Trier und Wuppertal an.

## Werke (Auszug)
Sortiert nach Veröffentlichungsjahr (absteigend):
- Reimann, M., Sieckmann, W., & Schabio, F. (1963) Herstellung, Eigenschaften und Prüfung von mit Kunststoff beschichtetem Stahlband. Verlag Stahleisen.[11]
- Reimann, M. (1956). Automation im Kaltwalzwerk. Verlag Stahleisen.[12]
- Reimann, M., & Schwandt, S. (1953). Das maschinenmäßige Entzundern des Warmbandes mit metallischen Strahlmitteln nach dem Schleuderverfahren. Verlag Stahleisen.[13]
- Reimann, M. (1952). Aufbau und Betriebsweise eines Mehrwalzen-Umkehr-Kaltwalzgerüstes mit Flüssigkeitsantrieb. Verlag Stahleisen.[14]

## Patente (Auszug)
Nach Veröffentlichungsdatum sortiert (absteigend):
- Patent  DE1265629B: Verfahren zum Herstellen festhaftender Polyvinylchloridüberzüge auf Stahl- und Metallblechen und -bändern unter Anwendung epoxydharzhaltiger Haftschichten. Angemeldet am 4. Mai 1960, veröffentlicht am 4. April 1968, Anmelder: Trierer Walzwerk Aktiengesellschaft, Erfinder: Dipl.-Ing. Martin Reimann.‌
- Patent  DE1015297B: Verbesserung der Hitzebeständigkeit galvanisch aufgebrachter Zinnüberzüge auf Stahlblechen oder -bändern. Angemeldet am 25. August 1955, veröffentlicht am 5. September 1957, Anmelder: Trierer Walzwerke Aktiengesellschaft, Erfinder: Dipl.-Ing. Martin Reimann; Fritz Schabio.‌
- Patent  DE965894C: Verfahren zur galvanischen Verzinnung von Stahlbändern und -blechen. Angemeldet am 3. Mai 1953, veröffentlicht am 27. Juni 1957, Anmelder: Trierer Walzwerke Aktiengesellschaft, Erfinder: Dipl.-Ing. Martin Reimann.‌
- Patent  DE914139C: Herstellung von Stäben, z.B. für Stabwicklungen elektrischer Maschinen. Angemeldet am 4. Juni 1940, veröffentlicht am 28. Juni 1954, Anmelder: Trierer Walzwerke Aktiengesellschaft, Erfinder: Dipl.-Ing. Martin Reimann.‌
- Patent  DE886088C: Verfahren zum Herstellen von alitierten Glühgeräten und ähnlichen Gegenständen, die zunderfest sein sollen. Angemeldet am 26. Juli 1944, veröffentlicht am 10. August 1953, Anmelder: Trierer Walzwerke Aktiengesellschaft, Erfinder: Dipl.-Ing. Martin Reimann.‌
- Patent  DE865408C: Verfahren zur Herstellung von mit Stahlblech plattierten Leichtmetallstücken, z. B. Kolben. Angemeldet am 4. April 1944, veröffentlicht am 2. Februar 1953, Anmelder: Trierer Walzwerke Aktiengesellschaft, Erfinder: Dipl.-Ing. Martin Reimann.‌
- Patent  DE751164C: Verfahren zur Herstellung von Bimetallstreifen. Angemeldet am 21. April 1938, veröffentlicht am 24. November 1952, Anmelder: Trierer Walzwerke Aktiengesellschaft, Erfinder: Dipl.-Ing. Martin Reimann.‌
- Patent  DE849596C: Vorrichtung zum Herstellen von Verbundmetallstreifen in Sonderheit für Traglager. Angemeldet am 10. Oktober 1950, veröffentlicht am 15. September 1952, Anmelder: Trierer Walzwerke Aktiengesellschaft, Erfinder: Dipl.-Ing. Martin Reimann.‌
- Patent  DE741942C: Verfahren zur Herstellung von Lagerschalen. Angemeldet am 28. April 1937, veröffentlicht am 31. März 1944, Anmelder: Trierer Walzwerke Aktiengesellschaft, Erfinder: Dipl.-Ing. Martin Reimann.‌
- Patent  DE740252C: Behandlung von mit Aluminium überzogenen Einpackblechen aus Stahl. Angemeldet am 4. September 1937, veröffentlicht am 15. Oktober 1943, Anmelder: Trierer Walzwerke Aktiengesellschaft, Erfinder: Dipl.-Ing. Martin Reimann.‌
- Patent  DE151794: Verfahren zur elektrolytischen Verzinnung von Metallblechen, insbesondere Stahlblechen (Zusatz zum Patent: 141706). Angemeldet am 7. März 1940, Anmelder: Hoesch AG, Erfinder: Dr.-Ing. Hubert Hoff, Dipl.-Ing. Dr. phil. Josef Klärding, Dipl. Ing. Martin Reimann.‌
- Patent  DE733324C: Kaltplattieren von Stahlstreifen. Angemeldet am 12. März 1938, veröffentlicht am 24. März 1943, Anmelder: Trierer Walzwerke Aktiengesellschaft, Erfinder: Dipl.-Ing. Martin Reimann.‌
- Patent  DE683306: Herstellung von Förderbändern (Zusatz vom Patent: 676 260). Angemeldet am 7. Juni 1936, veröffentlicht am 3. November 1939, Anmelder: Hoesch AG, Erfinder: Dipl.-Ing. Paul Hofmann, Dipl.-Ing. Martin Reimann, Dr.-Ing. Hubert Hoff.‌[15]